# Nikola Jakšić
Nikola Jakšić (serbisk kyrilliska: Никола Јакшић), född 17 januari 1997 i Belgrad, är en serbisk vattenpolospelare.
Jakšić ingick i det serbiska landslag som vann den olympiska vattenpoloturneringen 2016 i Rio de Janeiro.
Jakšić tog guld i herrarnas vattenpoloturnering i samband med världsmästerskapen i simsport 2015 i Kazan. I VM-finalen mot Kroatien gjorde Jakšić Serbiens elfte mål. Serbien vann med 11–4. Vid VM 2017 tog han en bronsmedalj.
Jakšić gjorde tre mål i OS-finalen när Serbien besegrade Grekland med 13–10 för att vinna herrarnas turnering i vattenpolo vid olympiska sommarspelen 2020.